# 陳時中
陳 時中（ちん じちゅう、チェン・シーヂョン、1952年12月27日 - ）は、台湾の歯科医師、民主進歩党（民進党）の政治家。
台北市出身。2017年2月より中華民国衛生福利部部長（保健相に相当）だが、立法委員や党中央の執行部を務めたことはなく、民間人として閣僚に登用されている。2022年7月、台北市長選挙への出馬に伴い5年あまり務めた衛生福利部長および、約2年半兼任していた中央流行疫情指揮中心指揮官の座を退いた。（後段#2022年台北市長選挙節を参照）

## 経歴

### 学生時代
台北市立銘伝国民学校（台北市立銘伝国民小学の前身）在籍時は、本省人の父の影響で家庭では台湾語だったにもかかわらず注音符号の共通試験で市内9位となった国語をはじめ、学業優秀だった。1966年に台北市立大同高級中学の初中部に進学、1968年に卒業した。台北市立建国高級中学時代は、熱中していた友人とのコントラクトブリッジ遊びで一度見た数字を忘れない記憶力を発揮していた。1971年に卒業して、1971年から1977年まで台北医学院（台北医学大学の前身）牙医学系（歯科学部に相当）で学ぶ。大学では授業にあまり出席せず、成績優秀とはいえなかったが、のちに母校の後輩に対する卒業の祝辞で「学生時代に成績が悪くても、努力していればそれだけで社会的価値はある」と激励している。

### 開業医
1977年に卒業後の兵役中は陸軍砲兵隊で医官に従事し、退役後に中正区公館で歯科診療所を開業。同級生や恩師が患者となった。1985年に時中の施術を受けた高校時代の同級生は、当時治療に用いたブリッジが31年後も良好な状態を保っていると証言した。台北市歯科医師会（中: 台北市牙醫師公會）では第9・10代理事（1987-1990年）と第12代理事長（1993-95年）を務めた。

#### 感染症への傾倒

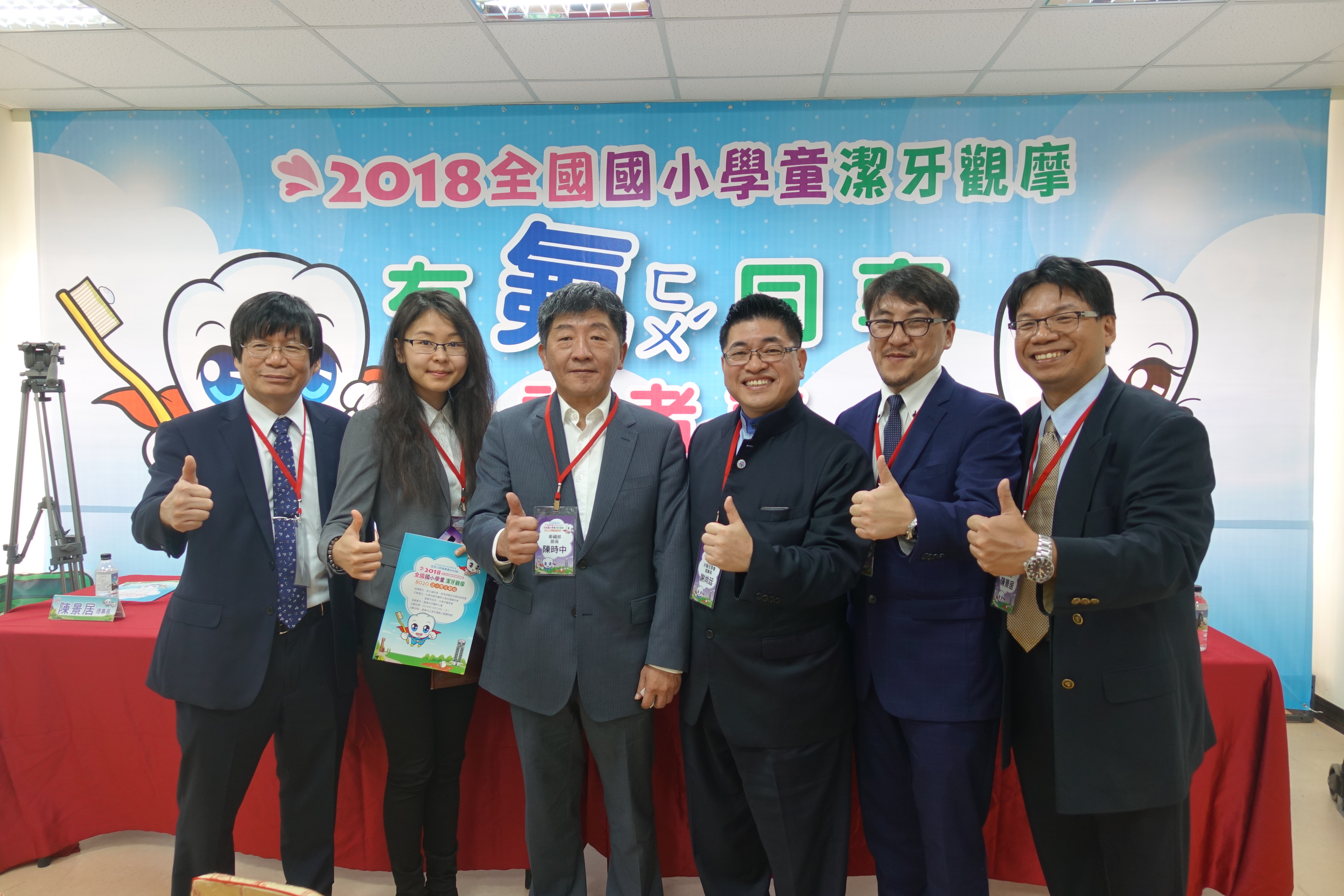
学童歯磨き教育（2018年）

米国・フロリダでエイズに感染していた歯科医が女性患者キンバリー・バーガリスに感染させた事例を機に、院内感染を防止すべく同業者の寄稿を募り台北市牙医師公会理事長として専門書を発行し（「牙科感染控制 Infection Control in Dentistry」、「臨床牙科寶鑑 ISBN 9579713502」など）、後者は1996年の金鼎奨（図書類団体奨）を受賞した。
エイズの流行が台湾で確認されはじめた1980-90年代、国立台湾大学附設医院（台大医院）牙科部（歯科）ではエイズ患者は歯科治療を受診できなかったため、時中は病棟を追い返された患者の診察を受け入れてエイズ患者の口腔の特徴図譜を製作した。ウインドウ・ピリオド（感染から検査で検出されるまでの空白期間）中は無症状であり、外見上は発症者と区別がつかないことに気付いた。時中の功績によりその後は台北市立聯合医院でエイズ患者の受診が可能となった。エイズ感染者やその家族をケアし続け、社会への広報も務めているCDC副署長の羅一鈞は、2021年にこの逸話を公表した際に「業界内の強い抵抗にも屈せず、同調した若手医師とともに歯科医師公会理事長として歯科での感染症対策向上を図った。」として、偏見や差別が酷かった当時に感染症や患者に対する差別をしなかった上官の時中を絶賛している。
また、口腔からの感染症予防を啓蒙するための活動に熱心で、1989年に口腔保健教育の構想を開始、1992年から12年間各地の小学校を巡回して正しい歯磨きを広げていった。

### 全国歯科医師会
歯科医界では中山医学大学や国立台湾大学などの学閥があり、時中は少数派の「北医派」と目されていた。しかし「北医派」は民進党内での新潮流系に属する重鎮洪奇昌を擁しており、李祖徳が北医大の董事長時代に陳は洪とともに同大の董事（取締役、2004年 - 2017年）となっている。
1994年、中華民国歯科医公会全国聯合会（中: 中華民國牙醫師公會全國聯合會、以下「全聯会」と略す）の6代目理事長に就任した。当時の医師は診療報酬が少なく、また医療保険制度における軍人や公務員、その家族が自己負担ゼロであり、官民格差があった。この官民格差と医師の低収入を解消する施策として総額制の皆保険制度が導入されるとき、陳は歯科医療への適用を推進すべく医師会を説得、これにより歯科医療は保険医療科目適用第1号となった。総額制は医療費の無限膨張と財政悪化を抑止したため、その後中国医学と西洋医学に属する他の科目にも普及し、制度における陳時中の貢献は大きなものとして評価されている。その後も全聯会では常務理事（1999年 - 2005年）、顧問（1999年 - 2005年、2009年 - 2017年2月）など要職を務めた。

### 入閣以前の政界における経歴

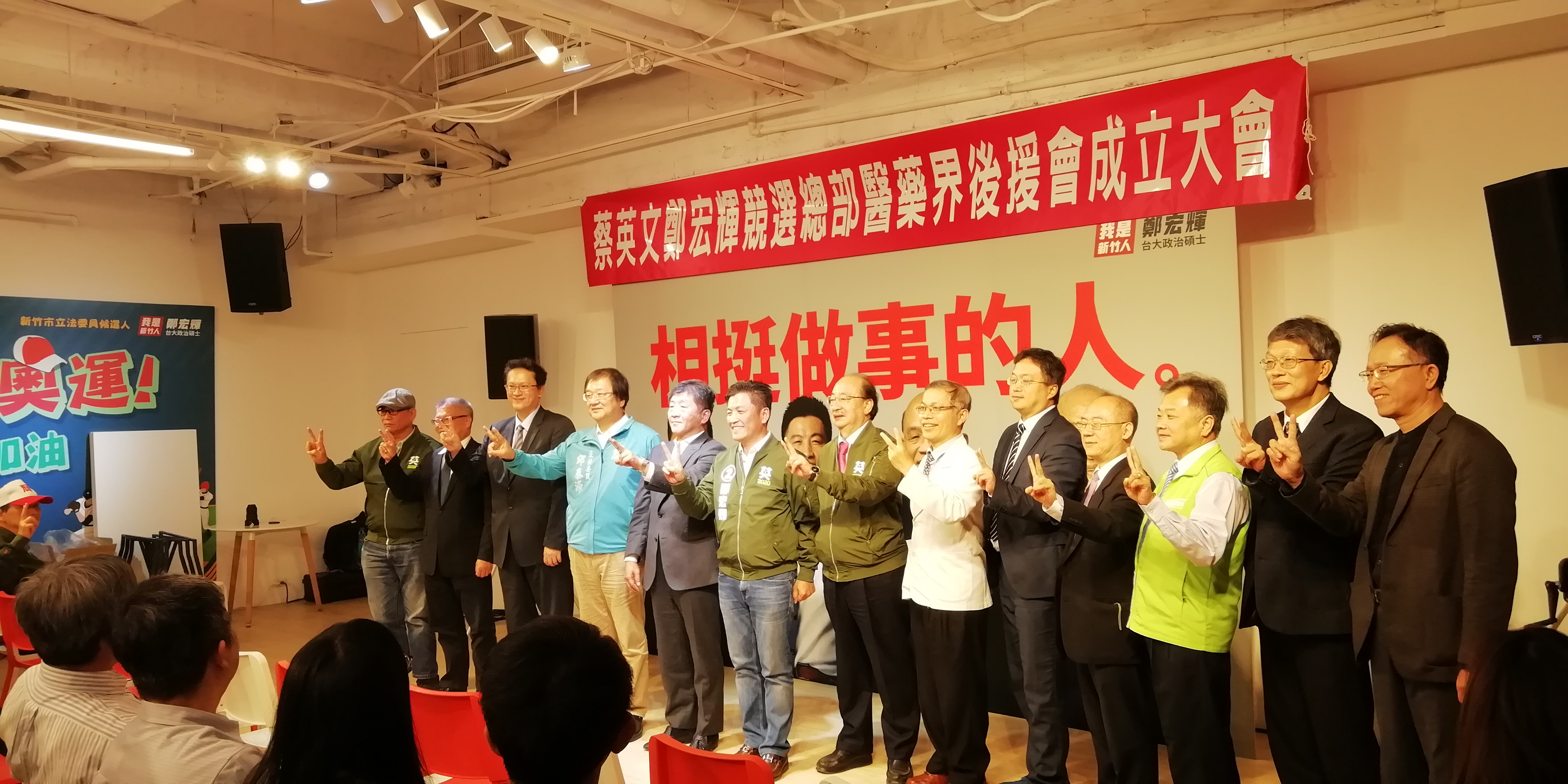
蔡英文後援会（2019年）

市歯科医師公会幹部だった時中と当時の台北市長陳水扁は公務以外でも繋がりがあった。病床に臥していた父・棋炎の入院先へ台大法学系教授の李鴻禧と水扁が見舞いに訪れた。父の最期を2時間も座らずに看取っていた水扁の姿に感動し、民進党との関係が構築されることになった。
議員歴はないが、長年民主進歩党のシンクタンクに所属し、2000年中華民国総統選挙に際して、全聯会顧問だった陳は200人の会員医師とともに民進党に入党した。
2004年、行政院衛生署（衛生福利部の前身）副署長に指名され、翌年以降謝長廷および蘇貞昌、張俊雄内閣で副署長を務める。2008年の馬英九政権発足に伴い退任。
2011年末から2012年初にかけての2012年中華民国総統選挙では蔡英文の後援会幹事。蔡の医療政策草案でライターも務めた。
2016年末より中華民国総統府国策顧問。
2017年2月8日より衛生福利部部長として林全内閣閣僚に就任した。

### 衛生福利部部長
民間人として入閣したが、同時に初の歯科医出身衛生福利部長就任となった。高齢化社会の進行や部への昇格などで、医療衛生の他に食品安全、社会福祉など多岐にわたる分野を担う衛生福利部は年間予算7,000億ニュー台湾ドルを執行する大省庁であり、衛生署時代も含めて医師派と社会福祉派の権力争いが常態化する中での歯科医師部長の手腕には人選時から疑問視されていたが、2018年9月、第2代部長蔣丙煌を超えて（部への昇格後）任期最長の部長となった。
高齢者福祉政策「長期介護（長期照顧）2.0」を打ち出しているほか、世界医師会（WMA）などに台湾の世界保健総会（WHA）参加や世界保健機関（WHO）加入の支持を引き続き訴えている。

#### 新型コロナウイルス

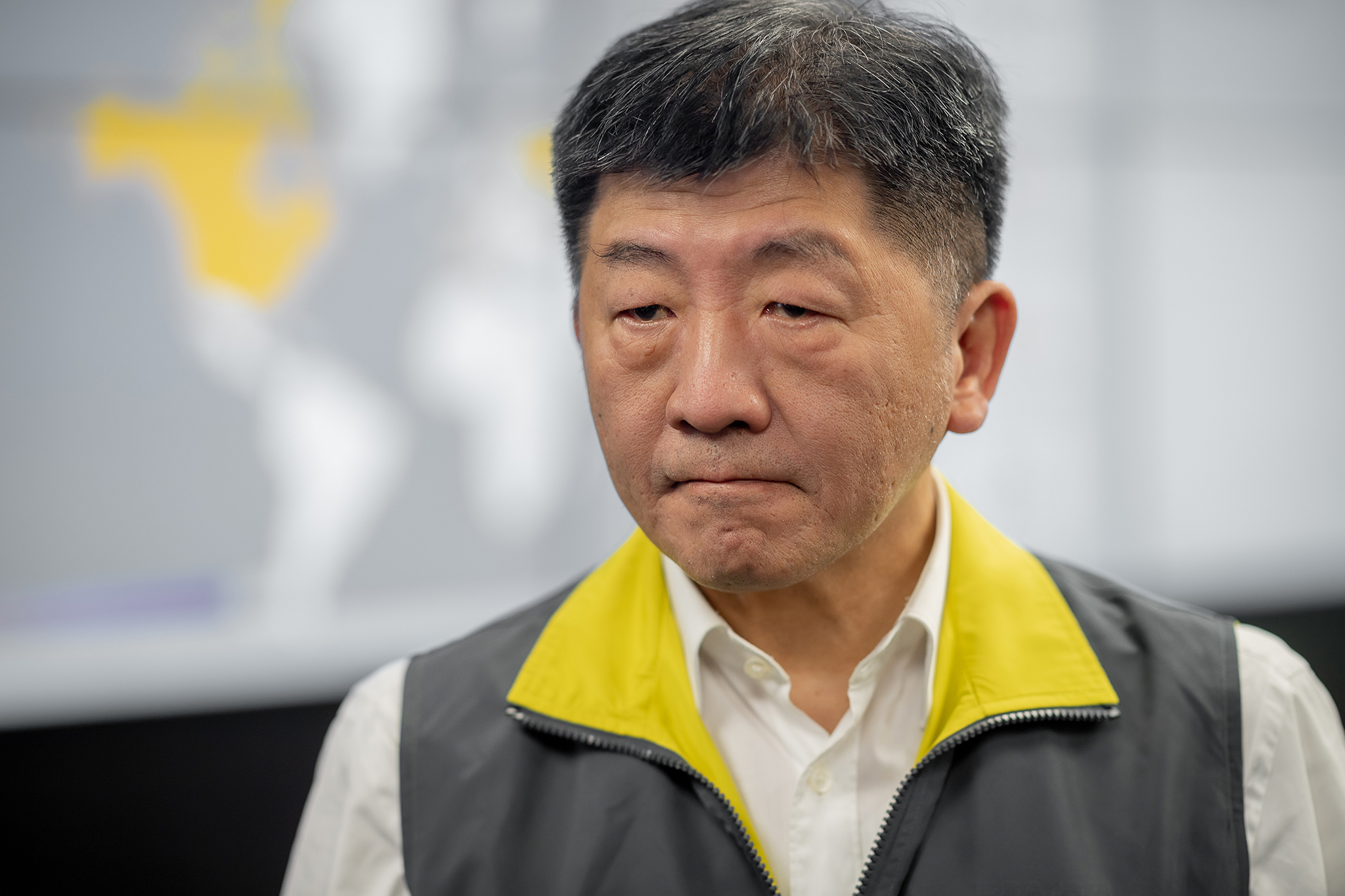
新型コロナ対策に奮闘する陳時中

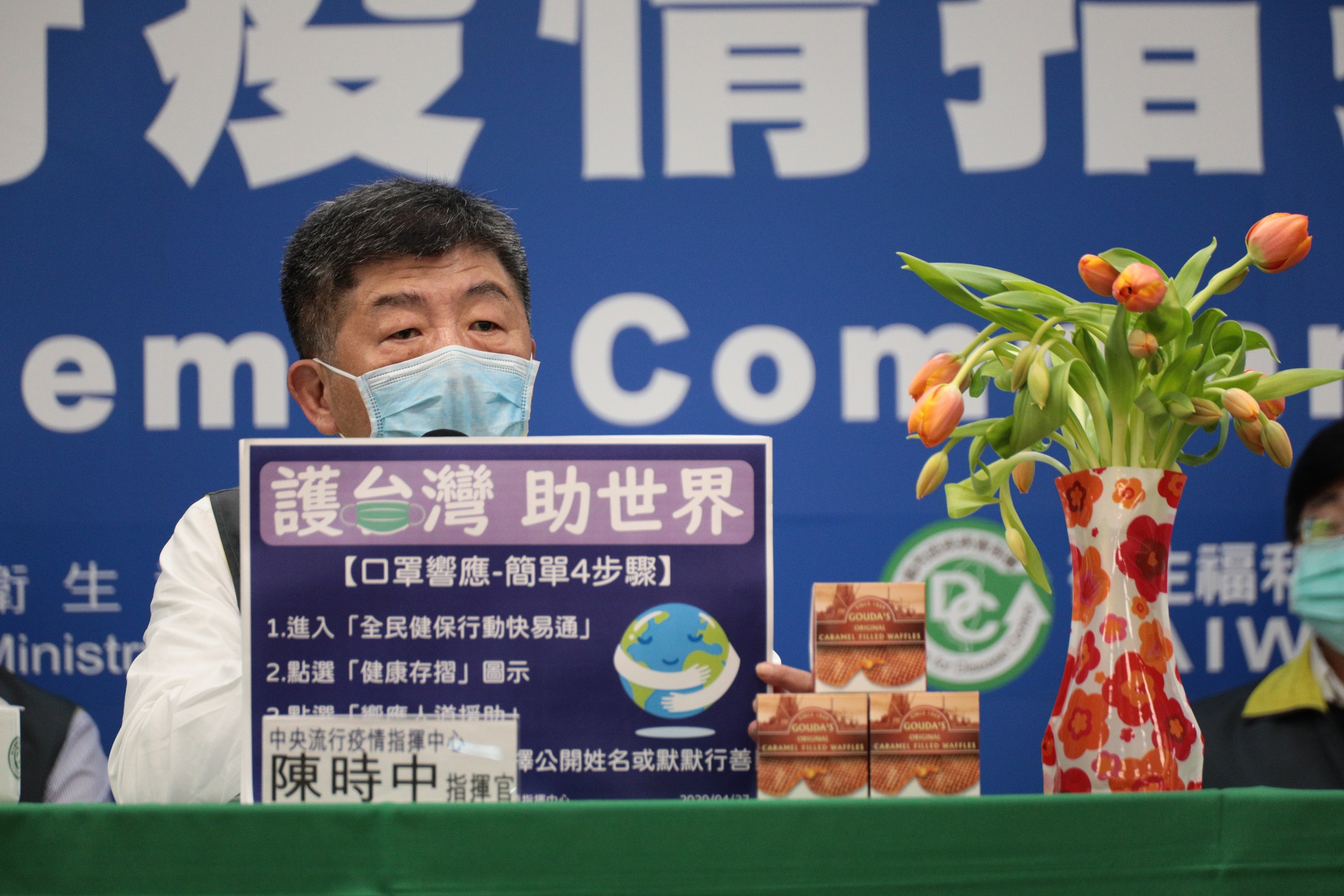
会見場の陳時中（2020年4月27日）

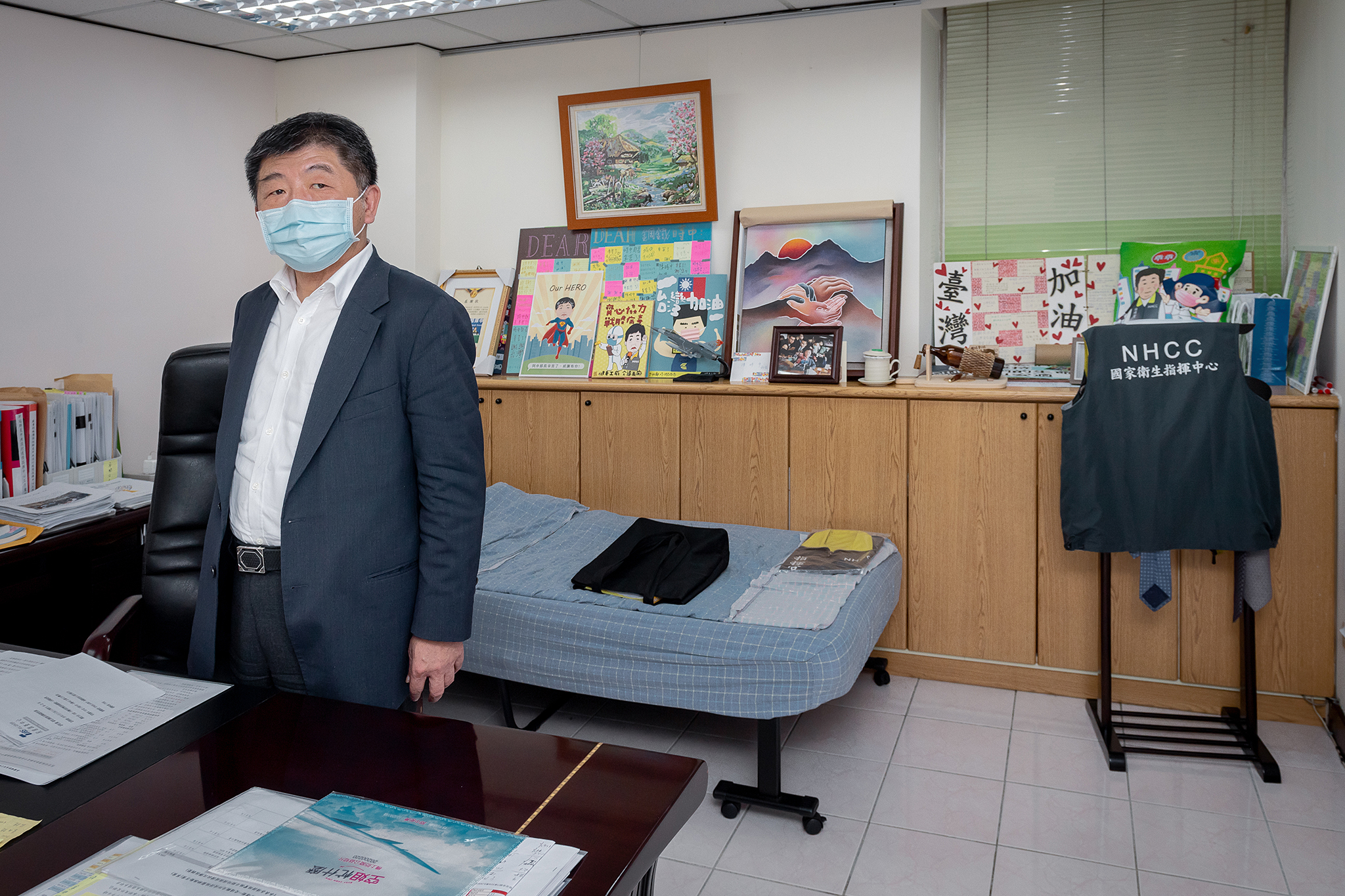
指揮官就任中は簡易ベッドを置いた執務室で寝泊まりしている

2019年末に中華人民共和国で発生した新型コロナウイルス感染症の流行が本格化すると、2020年1月24日、衛生福利部はコロナ対策を指揮する中央流行疫情指揮中心を2級に引き上げたが、部内の疾病管制署（CDC）署長が指揮官になるという慣例に従わず、上位の部長が直々に就任する異例の人事だった。既述のとおり時中は歯科医ではあるものの、感染症への関心や理解度は高く、コロナウイルスでの防疫では政権内および外部有識者との協議で得た知見を咀嚼し、自らの言葉で国民へわかりやすく情報を公開するという役割を担っている。
1月20日のCECC開設以降6月7日まで140日間連続、のべ164回の記者会見を開いていたが、以後は感染状況の急変などがない限り定例会見は毎週水曜日のみの週1回体制に移行した。
2022年6月、自身も新型コロナに感染し、（7日間の自宅隔離を含めて）CECCの記者会見を12日間欠席した。
- 一蘇三陳

陳時中のほか、蘇貞昌（行政院長）、陳建仁（当時中華民国副総統）、陳其邁（当時行政院副院長）らとともに新型コロナ防疫での政権内における貢献度が高かった4人を指す。このカルテットがそれぞれ自身の属性、能力、リーダーシップを存分に発揮し、かつ明確な役割分担と密接な連携で政府内のスピーディーかつ効率的な政策に結びつけた。
- 防疫五月天

五月天は台湾の人気ユニットバンド「メイデイ」の漢字表記で、男性5人組の代名詞として定着している。「防疫五月天」はCECCで連日記者会見に登場している5人のメンバーを指す。指揮官である時中の他には副指揮官陳宗彦（内政部政務次長）、CDC署長の周志浩、CDC副署長荘人祥、専門家諮問招集人を務める国立台湾大学教授張上淳で構成される。
- 保健外交

台湾のWHA（WHOの年次総会）参加支持を訴える投書を日本や韓国などの外国メディアに175回寄稿し、2020年8月には米国保健福祉長官アレックス・アザーとの会談で保健・防疫分野での米台協力拡大の覚書を締結した。

#### 評価
以下は閣僚としてのものとなる。
2019年
この年民間シンクタンク「新台湾国策智庫」によって二度行われた政権閣僚（行政院正副院長を除く部会級）に対する知名度および満足度調査では、知名度調査では2桁に届かない8位だったものの、部の政策満足度は13部会中2位、閣僚満足度調査では5月度が13部会長中5位、12月度が12部長中4位だった。
2020年
2020年3月末時点でも新型コロナは収束していないものの、TVBSによる民調（世論調査）では閣僚としての陳の支持率は91%に達し、普段は外国の閣僚個人の支持率を報道することが少ない日本でも報じられている。また、台湾民衆党やジャーナリストの陳学聖（元中国国民党立法委員）は指揮官の時中を交代させるべきと主張したが、3月末の時代力量党内シンクタンクによる民調では79.7%が時中の続投支持という結果になっただけではなく、民衆党支持層でも88.1%が続投支持だった。
2020年4月下旬に行われ、5月に発表された新台湾国策智庫による政権閣僚に対する知名度および満足度調査では、知名度が前回（19年末）比49.5ポイント増で全13部会長中トップの55.1%、閣僚としての施政満足度も前回比58.6ポイント増の93.9%（不満足度を差し引いた指数でも91.03ポイントで）でトップ、部会単位でも衛生福利部に対する政策満足度は唯一過半数越えの63.5%を記録し、衛福部が3冠となった(pp12、14、15、19)。政府の防疫政策全体でも91.7%が満足と回答し、「防疫および経済支援に最も貢献している部会はどこか」（複数回答可）という設問では67.7%が衛福部を挙げた。また5月20日の第2次蔡政権発足に伴う内閣改造でも55.2%が時中を留任させるべきと回答し、降板と回答したのは僅か0.1%だった(pp25、27、33)。
2021年
4月時点での蔡英文政権に対する民調で80%超（遠見雑誌）、地方首長も加えた民調でも66%（民視。首位は新北市長侯友宜）と閣僚としての評価は高水準を維持していたが、5月以降は総統や行政院長への不満足度が高まったことや、感染拡大やワクチン接種を巡る混乱で、指揮中心への満足度は過半数が支持傾向であるものの平均点は若干低下した。
2022年
4月に行われた美麗島電子報による民調でも、63.9%が時中支持を表明し、指揮官の続投を求める声も66.5%にのぼり、交代派は約25%だった。この時期に感染者数が急増したことについても、過半数が無症状陽性者による無自覚な感染拡大や変異株の強い感染力、および市民側の防疫姿勢の緩みを要因として挙げ、時中を擁する中央政府の失政を挙げた割合は過半数に至らなかった。

## 人物
2020年2月、武漢からの台湾市民帰還に際しては、チャーター機に陸配（配偶者が中国大陸籍の台湾人）の子女を搭乗させるかを巡り、行政院大陸委員会は当初は認める方針だったものの、世論の反対を受けて政府は撤回した。このときの会見で陳は「陸配子女は国籍を選べる立場であり、台湾籍を選ばなかったことはその当人の責任を伴うものである」と説明したが、こうした考えは厳格な法学者だった父の影響とされている。（#家族の節も参照）
2月4日、武漢に滞在する台湾市民をチャーター機で帰国させたものの、搭乗者の新型コロナ感染が発覚した際の会見では涙を拭う姿が共感と支持を集めたため一夜にして時の人となった。Googleトレンドでも陳時中の検索数が最高潮に達した。その様子を伝えたタイ王国の記者も陳をフルネームではなく「阿中（アーヂョン）」と台湾でポピュラーな愛称をそのまま用いて紹介し、動画は数百万回再生された。
2020年3月17日、新型コロナ対策での会見時に「台湾で感染者数の増加ペースが緩やかなのは検査人数を絞っているからではないか？」と『假象（実態のない偽り）』という単語を用いて質問した中国時報の記者に対しては声を荒げて「防疫スタッフを冒涜するアンフェアな質問」と反論する一幕があり、これを視聴していた台湾児童感染症医学会の理事も記者を「無知で愚鈍」と批判している。
また、ネット上では陳の語録と音声を用いた「手洗い唄」や、ペーパークラフトが作成され、差し入れが相次ぐなど社会現象となっている。衛生福利部も時中のイラストを使ったLINEスタンプをリリースした。
2020年4月の清明節に伴う連休を控え、万が一の際は事前予告のうえで封城（ロックダウン）を実施すると表明、事前に行楽地などでの『保持社交距離』（屋外1メートル、屋内1.5メートルのソーシャルディスタンスの維持）を呼び掛け、、期間中は実際に密集状態が確認されると携帯電話への警報を流した。観光業者の抗議に対し陳謝はしたものの、リスクが高まるのであれば経済活動より防疫を優先すると表明し、改めて国民に釘を刺すことも忘れなかった。連休中の人出が予想外に多かったことから、「花見の時期に市中感染者が増加した日本と同じような状況になれば自分が外出禁止令を出している」として引き締めを図り、丁寧さは維持しつつも普段の物腰の低い語り口とは一転、アメとムチの硬軟両面で協力を呼び掛けている。
不眠不休の働きぶりが部長としての高評価に至ったが、高校時代は授業中に居眠り常習犯だったことが同級生に暴露されている。また、2020年4月中旬にTVBSは時中と中国国民党の若手立法委員蔣萬安（蔣介石の曾孫）との2択で2022年に行われる台北市長選挙の候補としてどちらを支持するかを問う民調を行い、その結果を発表した。その結果は時中51%、萬安36%で、特に20代と30代では7割、40代でも57%が時中支持だった。CECCでの会見時に民調のことを問われると、時中はそういった意向はないと否定している。このような世論のフィーバーにより、時中がかつて2004年に行われた第六回中華民国立法委員選挙では、当選には至らなかったものの比例区の候補者リストに蔡英文とともに名を連ねていた（蔡は名簿6番目、時中は同24番目）ことも判明した。
喉自慢としても知られ、在宅介護者を支援するNGOのチャリティーソング『愛不孤單』MVに自ら出演、彭佳慧（ジュリア・パン、金曲奨受賞の女性歌手）、蕭煌奇（リッキー・シャオ、金曲奨受賞の男性歌手）、江宏傑（男子卓球選手）らと共演している。2020年9月には台北アリーナで開催された女性歌手詹雅雯（チャン・ヤーウェン）のコンサートにゲスト参加し、デュエットで台湾語の曲「戀情海」を披露、9,000人の客を沸かせた。2022年の元旦に総統府が主催した祝賀では、中華民国国歌の斉唱役に抜擢された。
長年の愛煙家としても知られる。2022年3月、衛福部傘下の国民健康署が推進し、宣言通りの達成者に対し報奨金が支給される禁煙コンテストの一環として、イメージキャラクターを務める女優のソニア・スイ（隋棠）とともに会見に応じると、自身が（数え年で）17歳時から52年以上の喫煙歴を明かすとともに、健康署による活動期間の挑戦者第1号として妻を立会人とする1ヶ月の禁煙を宣言した。

### 業配王（広告王）
『零確診（本土内感染者ゼロ）』の日が2週間以上継続した4月末、支援外交を展開していた蔡英文がそのキャッチフレーズである「Taiwan can help」の標語入りマグカップをCECCに届けたり、マスクを寄贈していたオランダから国王誕生日に国花であるチューリップが贈られたほか、一般国民による慰労の意味を込めた指揮中心への飲食物の差し入れが相次ぎ、時中が会見でそれに言及するコメントを発すると、会見場で陳列された品物を注文する市民が増える現象が話題となった。配達の注文が増えて悲鳴をあげる飲食店や、「記者は肥缺（実入りの多い職）」「指揮中心が送料を負担するべき」とジョーク交じりに揶揄する市民、「最強業配王（広告王）」と記者に言われ「指揮中心の会見も隔日にしようか？」と茶目っ気混じりに答えている時中、と防疫の最前線であるCECCは時折他国と異なる様相を帯びるようにもなった。
国内の観光振興策が始まると、各地の観光大使役として引っ張りだことなり（台南市、新竹市、桃園市、台中市、嘉義県、台北市（台北101）など）、屏東県（墾丁）訪問時は時中らCECCのメンバーが着用していたアロハシャツ（県政府の非売品）や下駄の問い合わせが殺到した、新北市も市長の侯友宜がラブコールを贈っていた。
「緑版のパッケージ」が安全祈願の願掛けに使われることで知られる国民的名菓「乖乖（クァイクァイ）」に時中のイラストが採用されたほか、福隆海水浴場（新北市貢寮区）では当地夏の風物詩であるサンドアートが出現し、月刊男性誌GQ台湾版の表紙も飾った。

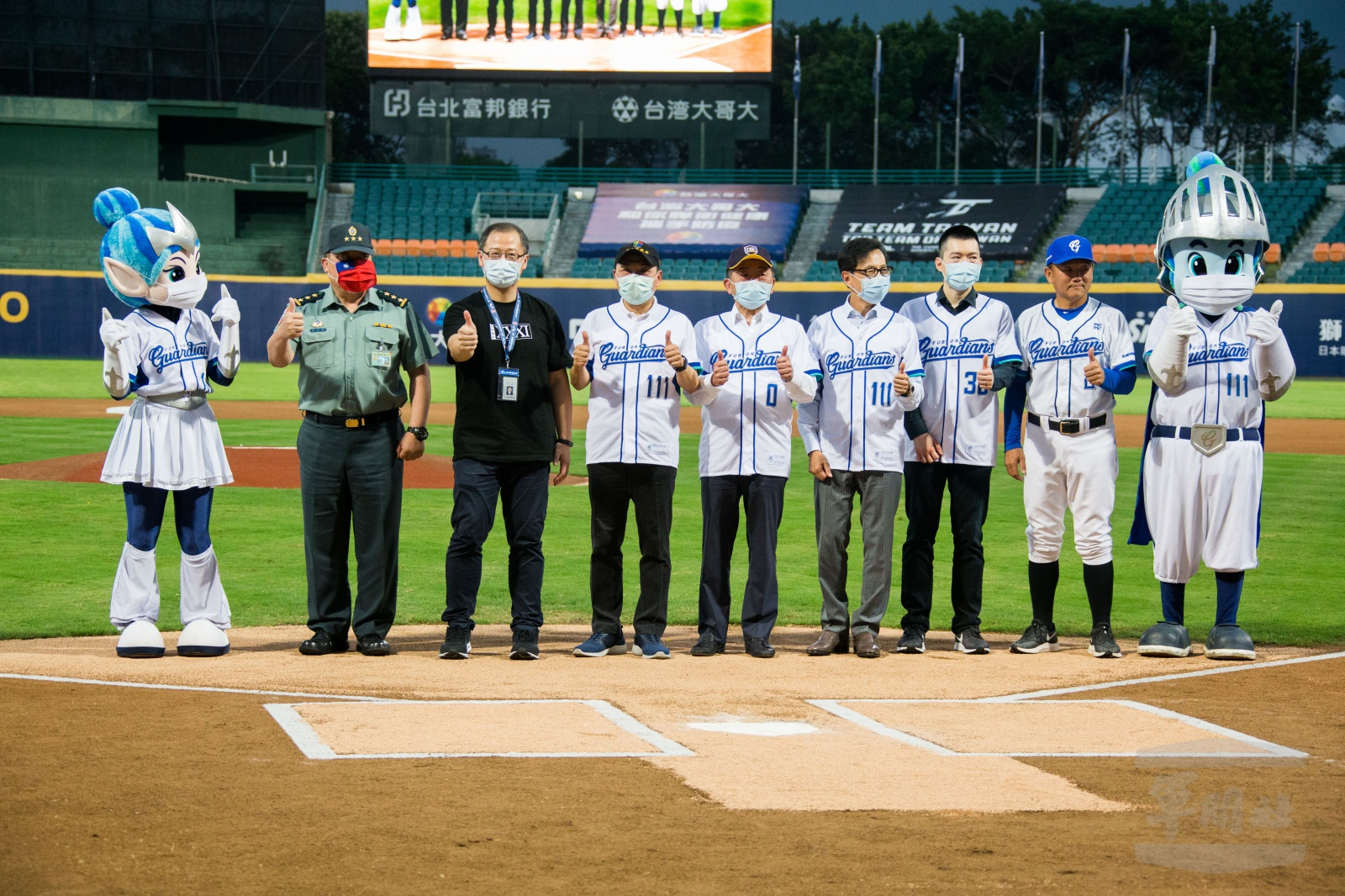
CPBL観客入場解禁初日となった富邦ガーディアンズの試合に駆けつけたユニフォーム姿の時中（中央の背番号『0』。2020年5月8日）
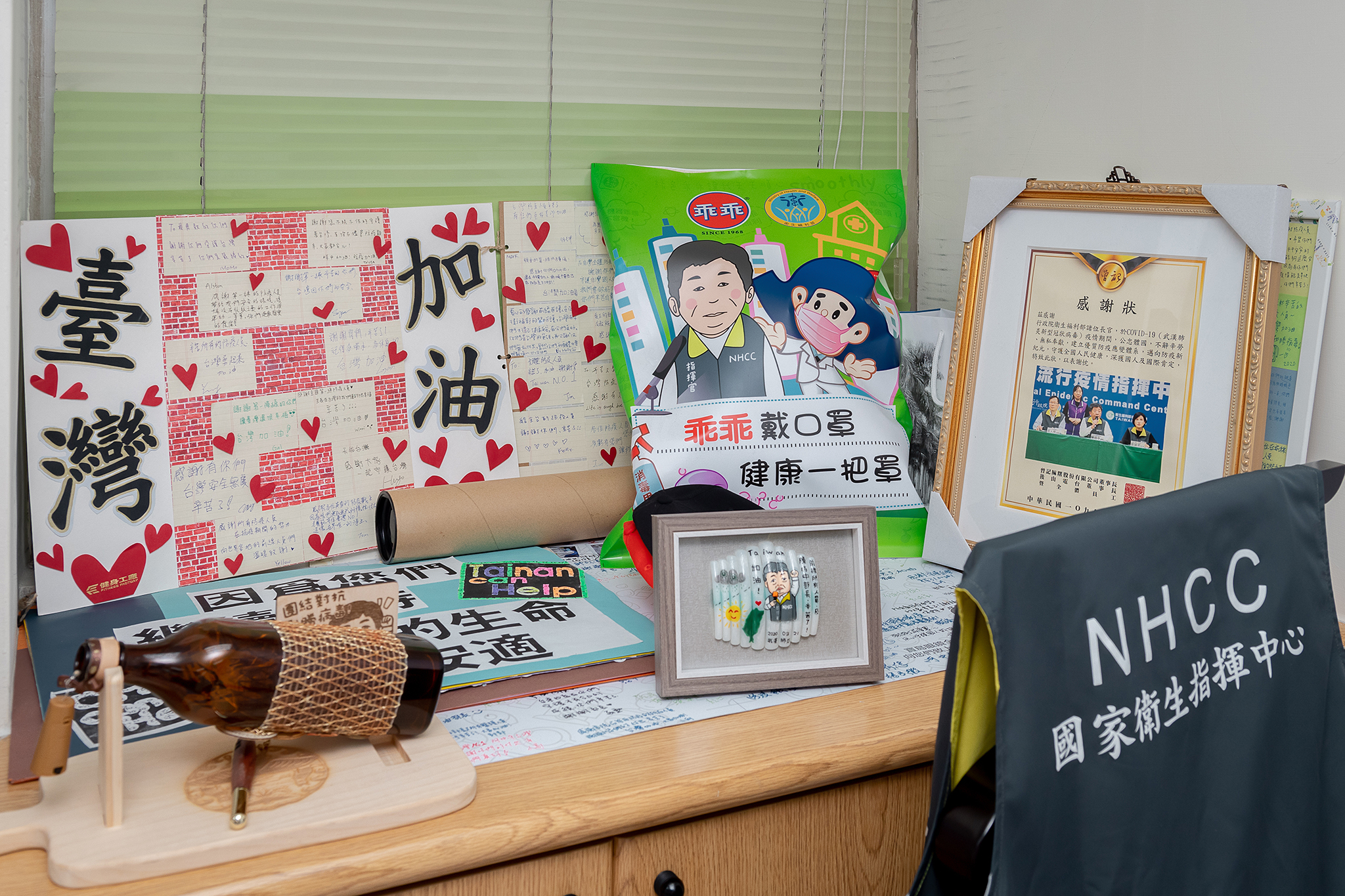
CDCの執務室に届けられた乖乖
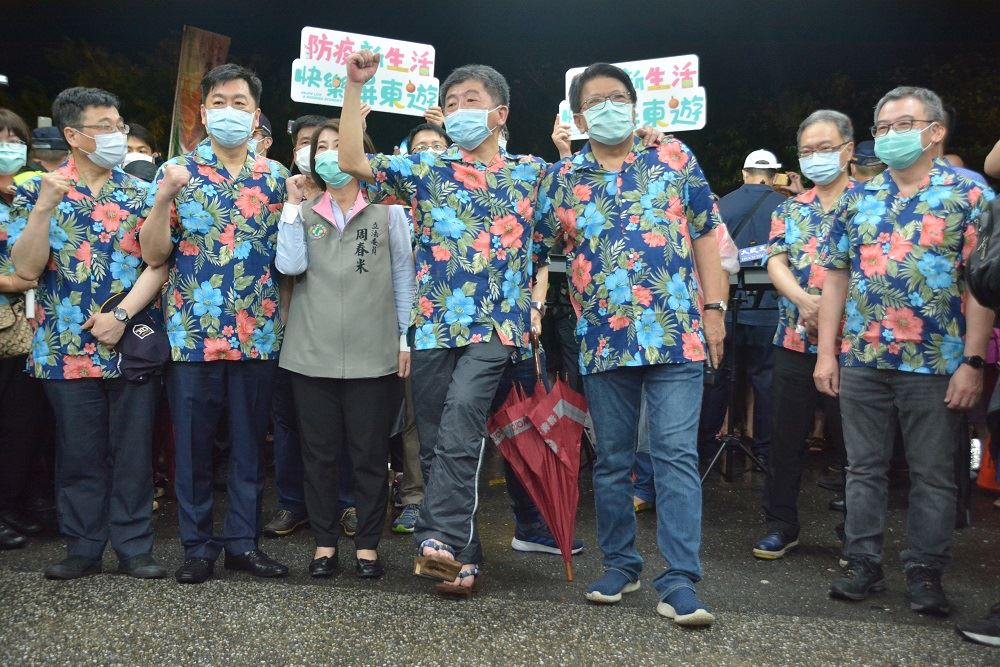
屏東県長潘孟安とともに墾丁を散策する時中らCECCのメンバー（2020年5月）
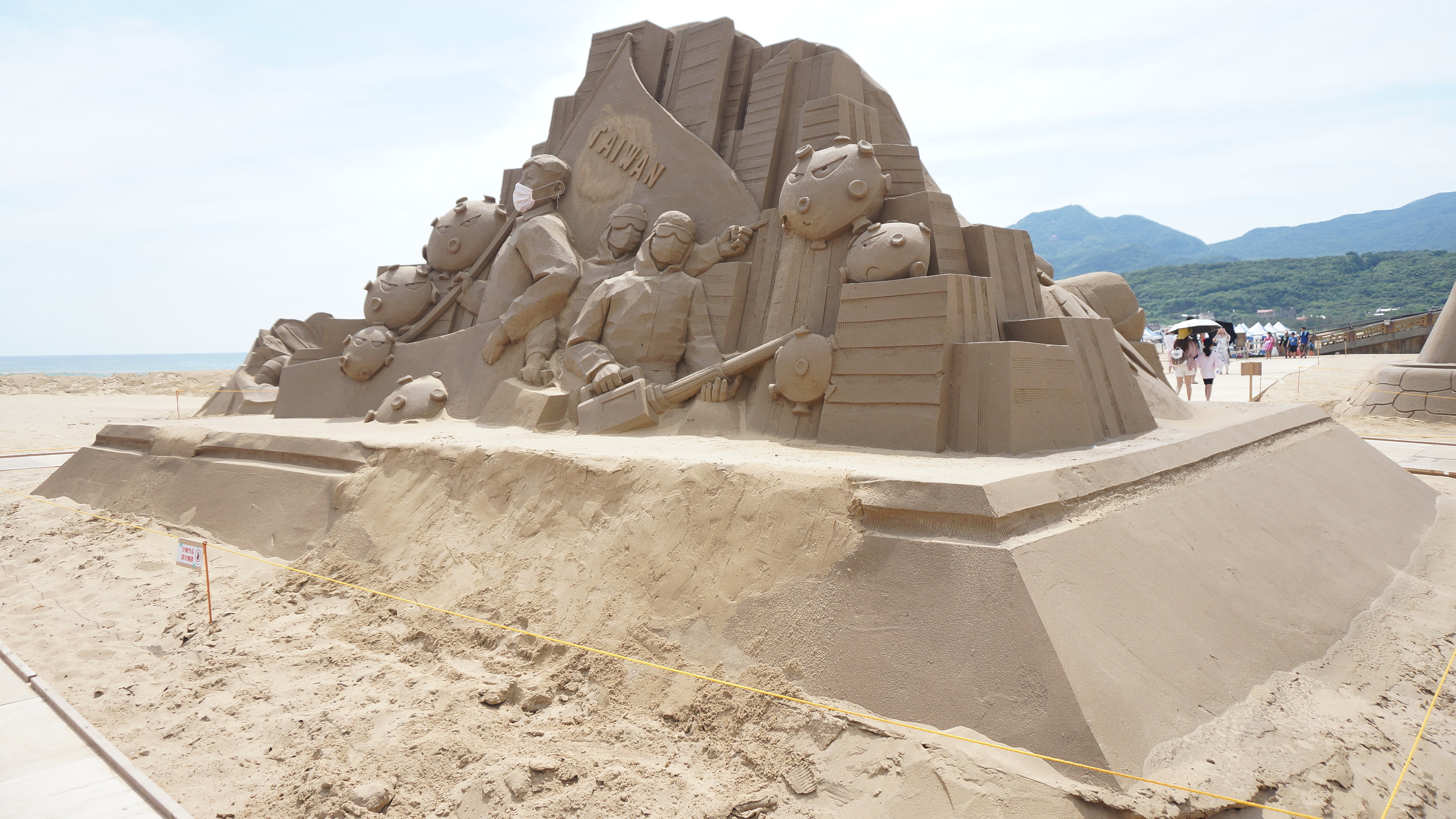
福隆海水浴場のサンドアート（2020年6月）

### 語録
2020年2月クルーズ船スーパースター・アクエリアスの乗客が下船を待ちわびている中、全員が陰性であることを伝えるときに自ら基隆に赴き、船内放送で「家に帰れますよ！（我們可以回家了！）」と直接呼びかけると乗客たちは歓喜の渦に包まれた
新型肺炎の流行防止のために100人以上が集まるイベントの自粛を要請した際、結婚式も自粛対象なのかを問われ「結婚は夫婦二人だけのものでしょう？（結婚只有2個人啊）」とユーモア交じりに答えたり、BBC記者の英語での質問にも通訳を挟まず中国語ではあるが即座に正確に回答し、台湾語でマスク着用を呼び掛けるなど、メディア対応も話題になっている。
2020年3月30日、台湾国内で学名の「COVID-19」や通称の「新型冠狀病毒」ではなく俗称の「武漢肺炎」が多く用いられていることについての外国人記者団による質問には「差別的な意図はない。」と回答している。
4月1日の愚人節（エイプリル・フール）では国民に新型コロナに関する嘘は控えるように要請した。一方で国内大手紙の自由時報が当日の朝刊で「部長には兄の陳日土、弟の陳寸中（時中の漢字を分解したもの）がいる」と疲れ知らずの時中を愚人節の素材にしたが、それを問われた時中は「私が怒りっぽいときは弟です（脾氣不好的是弟弟）」と切り返している。同月に台湾のコメディアン洪都拉斯が時中の弟という設定で「CACC（中央流行芸情指揮中心）」の指揮官「陳鬧鐘」に扮し、怒りっぽいキャラで会見するコントで双子ネタに便乗している。
3月半ばに米国の請願サイトChange.orgでは在米台湾人を中心に、ホワイトハウスに対してWHO事務局長のテドロス・アダノムに代わる次期総長に時中を推すことを求める署名活動が行われた。その動きについて会見で問われた時中は「テドロスは台湾がネット工作を展開したと非難しているが、政府は何もしていないし、彼らネット民の自発的な行為にすぎない。（中略）どんな行動であれ（WHO側が）すぐさま批判することもあろうが、長い期間を経れば感染状況がどのようであったか明らかになるだろうし、いずれ公正な評価となるでしょう。それまでは言い争ったりすることはない。」とWHOに対して穏当な態度だった。しかしテドロスが台湾を再度批判したことを受けて4月9日に反論を述べ、総統蔡英文や外交部と歩調を揃えて「台湾を罵倒する暇があるなら台湾の事情を学べばどうか（有時間罵台灣，還不如好好花時間向台灣學習。）」とテドロスをたしなめた。
- 「彼ら感染者は人間であり、豚でもないし、ましてや肉の塊でもない（他們是人，不是豬，不是一塊肉）」（台北市長柯文哲が感染者の行動履歴監視を強化するためにGPSつきの腕輪を装着させることを提唱したことに対して）[102]

- 「顔についたN95マスクの跡は（ウイルスと戦ってきた）歴史の痕跡だ（臉上的口罩痕跡，是歷史的痕跡）」（2020年3月11日。武漢からのチャーター便に対する検疫・検査業務を完遂した医療従事者に対しての労いの言葉）[103]

- 「我々が戦う敵は人ではなく病原体（我們的敵人是病毒，不是人）」（2020年2月24日。政府が感染状況を示すエリアが公表しても、人肉捜索などで在宅検疫や自宅隔離に協力している人、感染者が特定される事態にならないよう牽制する意味合い）[104]

- 「食べたら歯磨きを忘れないように！（記得吃完之後要刷牙！）」（2020年3月14日。ホワイトデーだったこの日は記者を労うメッセージカード入りのチョコレートが会見場の記者全員に振る舞われ、彼らに発したコメント）

- 「作戦中の軍人が前線でどれだけ準備ができていたとしても敵兵に撃たれることはある。それを責めることなどできないはずだ（就像軍人在前線作戰，有可能準備好還是被子彈打到，要怪被子彈打到的人是不對的。」（2021年1月、衛生福利部桃園医院で手順を誤り院内感染が起きたことに対する質問への回答）[105]

- 「台湾には言論の自由があり、市民が単に『武漢肺炎』と俗称することを規制することはできない。」（2021年2月。中天電視の記者による質問に対して）[106]

- 「人と人の接触…、この場合は…『連結』があった。（有人跟人的接觸，這樣的連結）」（2021年5月。台北市万華区の茶芸館（風俗店）でクラスターが発生したときの発言で「人與人的連結」は流行語となり、オンライン書店の博客来もFacebookで米国の牧師ジョン・C・マクスウェルによる著作『Everyone Communicates, Few Connect（中文版は「與人連結」）』を紹介していた[107]。また、父・棋炎が法学書で記していた民法上の親族を規定する文中の「人與人之結合」をも彷彿させる言い回しとなった[108]。）

- 「一人前の男なら仕事では責任をもって事に当たらないといけない（男子漢做事要有擔當）」（2022年1月。部下の王必勝が女性スキャンダルにより模範公務員の表彰を剥奪されたことに対して[109]）

### 順時中・逆時中
本人の語録ではなく、社会現象を指す。新型コロナ流行後、指揮官である時中の呼びかけに従おうという意味で柯文哲（台北市長）も用いた「順時中」、対義語となる「逆時中」が社会で一種の標語と化している。
2020年4月、「男児にピンク色のマスクを着用させたくない」という保護者の訴えを聞かされたNHCCは指揮官の時中ら男性陣が自らピンクのマスクを着用し、「ピンクも悪くないですよ（粉紅色也不錯）」と語りかけた。これに呼応して中華民国文化部をはじめとする行政院各部が各公式Facebookのアイコンをピンク色のマスクあるいはロゴに変更すると、ネット上でも支持の表明が相次ぎ、時代力量、台湾桃園国際空港、台北捷運、中国国民党、など公人や公的機関も党派を越えてSNSのアイコンをピンク色のマスクに変える形で賛意を表した。
2020年5月、知的財産権を管轄する経済部智慧財産局は、一部企業による『順時中』の商標登録申請を「流行語は社会が共有しているものであり、1個人や特定団体に属するものではない。」と却下した。
国内感染が拡大し、かつワクチン調達が遅れていた2021年5月以降は主に台北市長柯文哲や新北市長侯友宜らが「逆時中」の筆頭とされている一方で、比較的感染状況が落ち着いている中南部ではワクチン接種については「不分藍緑」（首長が民進党系国民党系問わず）で順時中の傾向をみせている。

### 這位先生（この方）
中台両国でのPCR自主検査費用の違いを巡り、国務院台湾事務弁公室（国台弁）報道官の朱鳳蓮が侮蔑の意味を込めて時中を「這位先生（この方）」呼ばわりすると、定例記者会見でこの件を記者に問われた時中本人も「『この方』は返答を差し控える（『這位先生』沒有回應）」と述べた。
総統の蔡英文は「『このお方』が台湾の防疫指揮官」とこの用語を賛辞する意味で用いた皮肉交じりのコメントを出し、行政院も「（我々は）『このお方』の精神、発言を支持するだけでなく、防疫政策執行での最大の後盾となる」と変わらぬ支持を表明した。
台北市長の柯文哲は「それなら今後は国台弁を『あの組織（那個機關）』と呼ぶ」とコメントした。
Youtuber兼格闘家、実業家の「館長」こと陳之漢は、「頭がおかしくなったのか？くそったれ（有事嗎 X你娘）」と禁止用語で国台弁を痛罵した。
春節を控えていたこともあり、ある書家は「陳時中」と「這位先生」、「牛」をアンビグラムに用いた創作春聯を発表した。

### その他の騒動

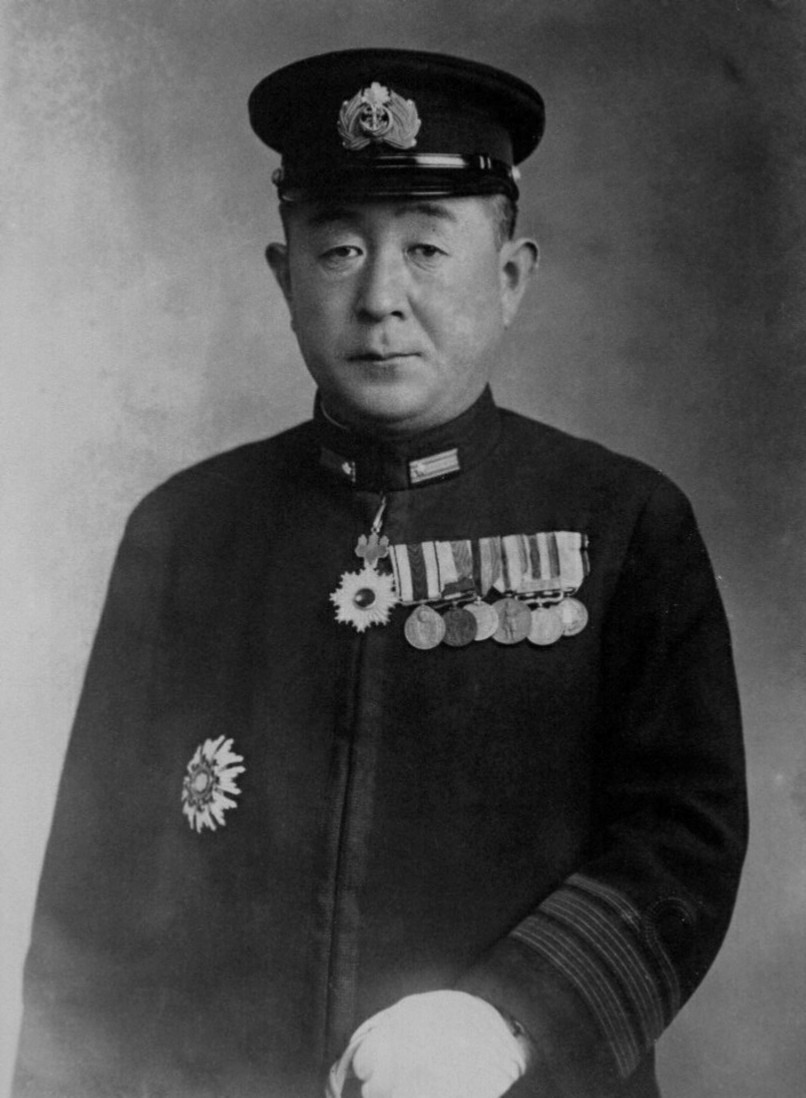
陳時中日本人説が流布された際に出回った山口多聞の画像

コロナ対策で知名度と支持率が向上すると、与党および時中に批判的な勢力を中心とする高齢者層のLINEグループ間で、「陳時中は日本人で、本名は『南雲忠一』だ」というデマが定期的に飛び交った。しかしそのデマとともに出回っていた画像は南雲ではなく山口多聞のものだった。いずれも太平洋戦争中に戦死している旧大日本帝国海軍の軍人であり、ネット上では多聞と時中のそっくりさから、「断じて『P圖（Photoshopで加工された画像を意味する）』などではない」、「（日本軍の）戦神から（防疫の）戦神に」などと話題になった。与党支持者からは逆に「時中は129歳なのか？」と反論される始末だった。
2021年秋、マイクと酒類を両手にカラオケに興じる姿を暴露され、（カラオケ店の規制がある）警戒レベル3級期間中に違反行為ではないかと疑義を呈されたが、撮影時期は警戒レベル3が発令されておらず、行動制限も緩和され、かつゼロコロナが継続していた2020年6月のものだった。
しかし2022年になると時中に批判的な勢力でも違反が相次いだ。台北市長の柯文哲が各地で開かれた党の行事中にマスク不着用が発覚し、罰金を科されたほか、この件で時中を批判していた立法委員の蔣万安も支持者との会食でマスクを着用しておらず謝罪に追い込まれた。

### 家庭
父親はかつて国立台湾大学法律学系教授を務めた陳棋炎で、民法の権威として知られている。父・棋炎の門下生は台湾の法曹界や政界で多くの重鎮となっているが、時中の会見はかつて台大で講義していた父を彷彿させると言う者もいる。日本への留学経験もある父は厳格な教育方針で知られ、学生時代の時中とも親子の私情を挟まなかった。父は台大教授時代に何度も入閣のオファーを断っていたが、時中自身は社会運動家を自認するほど本業の歯科医以外でも公衆衛生分野に傾倒している。
1982年に夫人と結婚。妻子はいずれも芸術家肌で、夫人がチェリスト、二子のうち次男が芸術写真家。
次男はスイス・ジュネーヴのWHO本部で台湾の加入を訴えたり、市長韓国瑜のリコールを推進している高雄市の市民団体『WeCare高雄』の依頼で「手洗いと罷免投票」を啓発するTシャツを製作して物議を醸した。

### 栄典
- 2007年：台北医学大学傑出校友（公共服務奨）[136]
- 2020年：遠東集団（財団法人徐有庠先生紀念基金会）有庠（中国語版）科技貢献奨[137][138]（テクノロジーで蔓延拡大を防止した中央流行疫情指揮中心のリーダーとして）
- 2020年：市立大同高級中学傑出校友[139]

### 主な著作
- 2022年7月：『溫暖的魄力：陳時中的從醫初心』 発行：天下文化、ISBN　9789865250478

共著
- 2017年：『長照的前瞻觀點：預防照護計畫』doi:10.6317/LTC.21.183
- 2018年：『高齡者預防照護之政策與實務』doi:10.6224/JN.201804_65(2).03
- 2021年：『台灣2025年C肝消除的策略與進度』doi:10.6288/TJPH.202102_40(1).PF01
- 2022年6月：『戰疫堡壘』 発行：衛生福利部、ISBN 9786267137048

## 2022年台北市長選挙

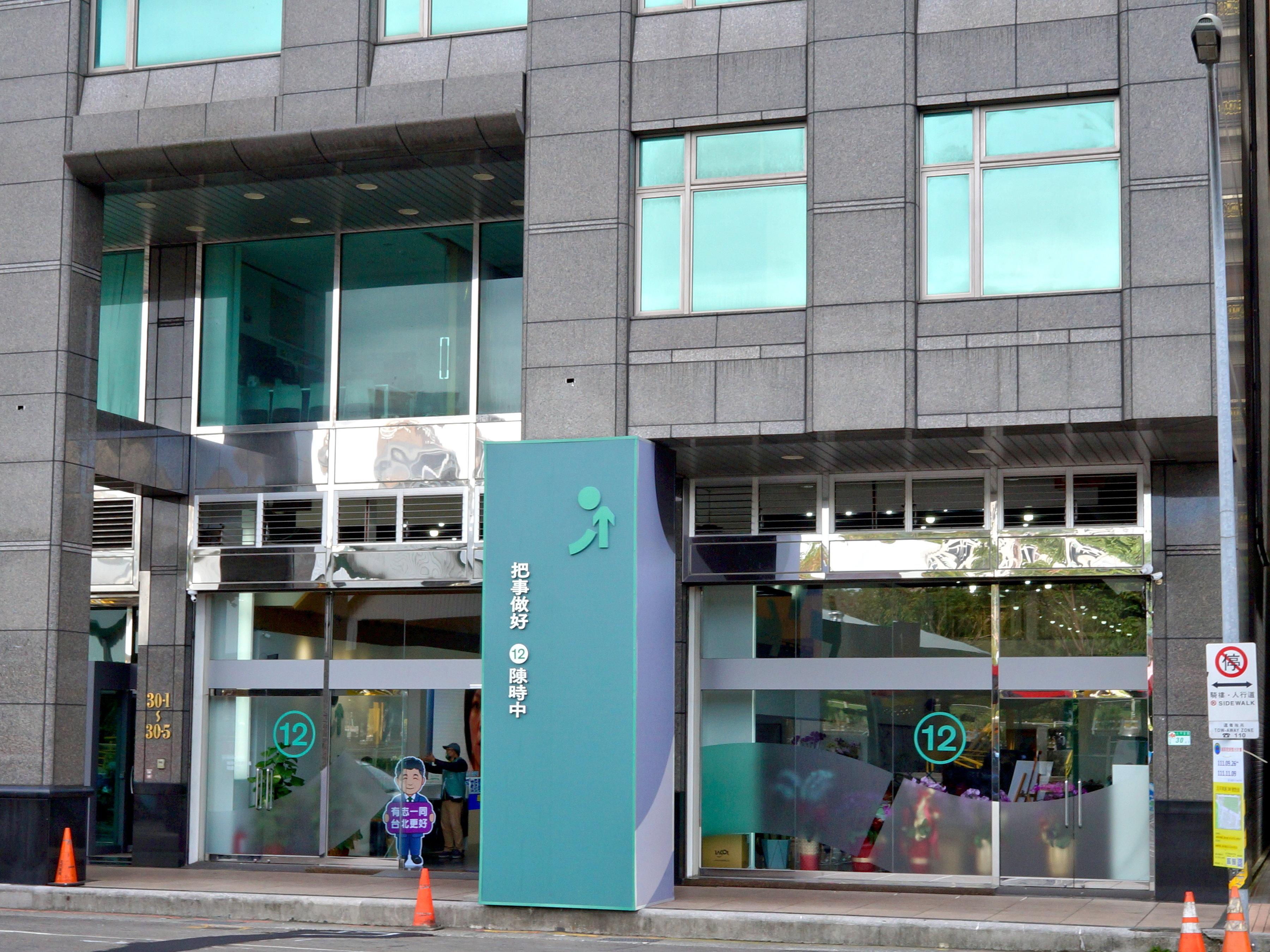
市長選挙期間中の陣営事務所

2022年7月10日、民進党の公認候補として年末に実施される台北市長選挙に出馬することを明らかにし、Facebookも開設している。7月18日に後任部長となった薛瑞元（衛生福利部常務次長からの昇格）および後任指揮官となった王必勝との引継ぎを行い、正式に離任した。蒋万安（中国国民党）及び黄珊珊（台湾民衆党）と争ったが、2022年11月26日蒋に敗れ落選した。

## 関連書籍
- （2020年）『戰疫：鐵人部長陳時中與台灣抗疫英雄們』 - 著：黄光芹（中国語版）、発行：時報出版、ISBN 9789571382180

### 註釈
1. ↑  毎日新聞による『鉄人大臣』の現地表記[2]。
2. ↑  精神安定効果のある漢方薬の俗称[3]。転じて「安心できる人」の意[2]。
3. ↑  選挙公報および[4]、博客来における自著の作者紹介より[5]。なお、一部で1953年生の報道がある[6]。
4. ↑  5分16秒-、5分47秒-6分20秒[10]
5. ↑  10分20秒[10]
6. ↑  17分30秒[10]
7. ↑  17分50秒-[10]
8. ↑  25分17秒-[10]
9. ↑  19分06秒-20分44秒[10]
10. ↑  27分25秒-28分32秒[10]
11. ↑  副総統の陳建仁は2003年のSARS流行時に衛生署長を務めた公衆衛生の専門家でもあり、行政院副院長の陳其邁も学生時に陳建仁の下で公衆衛生学の薫陶を受けている。
12. ↑  稀にCDC副署長でCECC医療応変組副組長の羅一鈞が陳宗彦に代わるメンバーとされるが[37]、陳時中が防疫五月天の中核であることは変わらない。
13. ↑  台湾民意基金会による民調。100点満点で49点以下、50-59点、60点、61点以上、80点以上の5段階分布を元に平均値を算出する方式。5月の平均値が70台から約7ポイント低下[49]。
14. ↑  台湾では二重国籍が認められているが、父母が大陸籍と台湾籍の場合、子女はどちらかを選ぶことが義務付けられている。
15. ↑  この選挙において、民進党は比例区で16議席を得た[67]。
16. ↑  中米の国家ホンジュラスの漢字表記。
17. ↑  時計回り・反時計回りの中国語での表現の一つに「順時鐘・逆時鐘（拼音: Shùn shízhōng・Nì shízhōng）」があり、時中の名（拼音: Shízhōng）と同音。
18. ↑  最高検察署（中国語版）検察官陳瑞仁（中国語版）や14代総統蔡英文など[51]。
19. ↑  17分00秒-[10]